# Organneurose
Organneurose bezeichnet unterschiedliche körperliche und psychische Zustände. Diese stehen zueinander in einem deutlichen Gegensatzverhältnis. Das ergibt sich daraus, dass betroffene Patienten zwar eindringlich über körperliche Beschwerden klagen, entsprechende Befunde aber durch wiederholte Untersuchungen nicht festgestellt werden können. Sind jedoch körperliche Veränderungen aufzuweisen, so erklären diese die vorgetragenen Beschwerden noch nicht. Ggf. können auch multiple Organbeschwerden bestehen. Sie lassen die Frage nach einer einheitlichen psychischen Ursache aufkommen, gegen die der Patient sich jedoch entschlossen zur Wehr setzt.

## Diagnostische Problemstellung
Die Diagnostik ist dadurch erschwert, indem natürlich das vorläufige Fehlen körperlicher Befunde vorerst nicht dazu berechtigt, eine psychiatrische Diagnose zu stellen. Die ablehnende Haltung des Patienten, eine mögliche psychische Beteiligung anzunehmen, kann dadurch gemildert werden, dass der Arzt den funktionellen Aspekt der Beschwerden betont und auf die Rolle des vegetativen Nervensystems als „eigenständiges Element innerhalb des Organsystems“ hinweist. Auch der Hinweis kann hier hilfreich sein, dass das betreffende Organ selbst natürlich nicht „neurotisch“ gestört sei, es aber auf das Zusammenwirken der Organe ankomme.(a) In der Tat wurde „Neurose“ seit der ersten Definition durch William Cullen (1710–1790) anfänglich in einem „funktionell“ gedachten Sinne verstanden.(a) Damit ist das eigentliche Fehlen fassbarer körperlicher Veränderungen gemeint trotz vielfacher Untersuchungen und weiterhin wechselnder, wiederholt auftretender und multipler körperlicher Beschwerden.(b) Die mangelhaft organmedizinisch zu bestätigenden Befunde objektiver körperlicher Veränderungen bei anhaltender Klagsamkeit des Patienten haben auch zu der Bezeichnung „Drehtürpatient“ geführt!(a) Vor allem bei chronisch anhaltenden funktionellen Beschwerden kann es jedoch – ähnlich wie bei funktionellen Syndromen – zu körperlichen Schäden kommen. Die beiden Störungen überschneiden sich jedoch nur teilweise. Sie bilden sozusagen ein Kontinuum mit unterschiedlichen Schwerpunkten.(a) Die ursprüngliche Namensgebung „Neurose“, die somatische Varianten von den als psychisch gedachten „Ursachen“ ausschloss, bedurfte daher einer Revision. Trennt man nun aber psychische und körperliche Faktoren voneinander, die sich für das subjektive Befinden als schädlich erweisen, so ist zu beachten, dass rein psychische Erlebnisweisen wieder in körperliche Bereiche umgesetzt werden können. Damit sind Somatisierungsstörungen gemeint wie etwa der Schreck-Basedow, der in diesem Fall sogar akut auftritt!(c) Umgekehrt können vermeintliche oder reale organisch-körperliche Beeinträchtigungen das seelische Befinden belasten, vgl. die sog. Psychophysische Korrelation.

## Nähere Definition

Abb. 1 - Organneurosen im Gegensatz zur Konversionsneurose können z. T. auch als funktionelle Störungen infolge von chronisch unterdrückten emotionalen Spannungen verstanden werden. Je weiter nach rechts sich die Ergänzungsreihe der Krankheiten auf der roten Kurve fortsetzt, desto mehr nimmt die Wahrnehmung von Angst ab, vgl. die Konzepte der Affektäquivalenz, Resomatisierung und Alexithymie.^{(b)}

Historisch betrachtet ergab sich die ursprüngliche Fragestellung der Somatisierung als einer erlebnisbedingten Form der Somatisierungsstörung durch Bezug auf Freuds Konversionsmodell. Sie ist aufzufassen als ursächlich wirksame Psychische Störung, die sich auf bestimmte Körperbereiche oder bestimmte Organe auswirkt. Das von Freud beschriebene Phänomen der Konversion bezog sich u. a. auf die willkürlich innervierte Muskulatur, bzw. somit auf Organe mit quergestreifter Muskulatur. Das erfolgte zunächst ohne eindeutig fassbare anatomisch-körperliche Veränderungen und oft sogar ohne pathophysiologische Auffälligkeiten. Damit war von psychogener Verursachung körperlichen Befindens die Rede. Es handelte sich bei diesen Auffälligkeiten oft um reversible sog. funktionelle Syndrome. Dies bedeutet aber nicht, dass funktionelle Syndrome mit psychogener Verursachung oder Neurose gleichzusetzen sind, siehe dazu die Abb. 1. – Organneurosen sind als Psychosomatosen anzusehen, weil das Leib-Seele-Problem berührt ist. Subjektiv besteht meist ein Affektäquivalent. Organneurosen sind eher auf dem linken bis mittleren Teil der Kurve in Abb. 1 dargestellt. Ursache ist nach Freudscher Lehre ein Trauma, was auch durch die Affektäquivalenz verdeutlicht wird. Als Synonym der Organneurose gilt die Bezeichnung vegetative Neurose, mit der insbesondere die Funktionsstörungen einzelner innerer Organe oder Organsysteme bezeichnet werden.(a) (a) (a)

## Beispiele
- Herzneurose oder Cardiovaskuläres Syndrom / Effort-Syndrom / DA-COSTA-Syndrom, Essentielle Hypertonie usw.
- Magenneurose, Darmneurose[10] oder funktionelle gastrointestinale Beschwerden
- Cessatio mensium[2](d)

## Systematik
Es handelt sich bei den Organneurosen nach ICD um eine somatoforme Störung. Unter diesem Oberbegriff können jedoch auch funktionelle Syndrome zusammengefasst werden.(b) Bei den somatoformen Störungen stehen körperliche Beschwerden im Vordergrund, die als charakteristisch zu betrachten sind. Bei funktionellen Störungen sind körperliche Beschwerden und organische Defekte nicht zwingend vorhanden. Die Akzeptanz bei Patienten ist daher bei der Feststellung einer funktionellen Störung eher gewährleistet, weil damit der Verarbeitungsmodus (Coping) bei der eigenen Auseinandersetzung mit dem Krankheitsbild leichter fällt und so die Therapiefähigkeit begünstigt.(c) Vgl. a. Kap. → Therapiefähigkeit

## Zum Schweregrad einzelner somatoformer Störungen
Die hier verwendeten näheren Bezeichnungen bei somatoformen Störungen basieren auf der Unterscheidung von somatopsychischer und psychosomatischer Ausbreitung krankmachender Irritationen. Die somatopsychische Ausbreitung wird auch als Aufwärts-Effekt bezeichnet, die psychosomatische als Abwärts-Effekt. Sog. Aufwärts- und Abwärts-Effekte kann man sich bildhaft anhand des Niveauschemas der Reizbeantwortung vorstellen. Bei der James-Lange-Theorie der Affekte handelt es sich beispielsweise um die Ausdeutung eines viszeralen Aufwärtseffekts (Reafferenz). Von dem amerikanischen Psychiater George Libman Engel (1913–1999) wurde versucht, den Schweregrad der Ausbildung von körperlichen und seelischen Störungen aufgrund eines Modells von kreisenden und sich somit auch verstärkenden Wechselwirkungen im Sinne von miteinander kombinierten Aufwärts- und Abwärts-Effekten zu verstehen.(b) (a) (a)

## Begriffsentwicklung und Abgrenzung
Der Begriff Organneurose stellt ein Krankheitskonzept zum Leib-Seele-Problem dar. In der medizinischen Psychologie sind diese Probleme u. a. durch das Modell der psychophysischen Korrelation verdeutlicht. Auf diese Weise konnte das psychotherapeutische Verständnis auf zuvor unverständliche Krankheiten ausgedehnt werden. Insbesondere körperliche Symptome werden im Gegensatz zu Gefühlen vom Betroffenen als ichfremd erlebt.(e) Gerade darin liegt jedoch der Pathomechanismus begründet mit dem ihm innewohnenden tieferen Sinn der Abwehr von sonst nicht zu bewältigenden ggf. traumatischen emotionalen Verletzungen. 1945 wurde von dem Psychoanalytiker Otto Fenichel (1897–1946) der Begriff Organneurose gebildet und damit ein breiteres Behandlungskonzept aufgestellt gegenüber dem ursprünglichen Modell der Konversion.(c) (d) 1950 wurde von Franz Alexander (1891–1964) die Bezeichnung vegetative Neurose geprägt. Damit wollte er auf die Rolle chronisch emotionaler Konflikte hinweisen. Sie machen sich im Laufe der Zeit in funktionellen körperlichen Symptomen innerer Organe bemerkbar. Eine Reihe dieser Organe sind mit glatter Muskulatur versorgt. Dies weist auf die Beteiligung des vegetativenNervensystems hin. Der akute subjektive Leidensdruck bzw. die unerträgliche emotionale Beteiligung nimmt so im Wege des Symptomwandels ab.(e) Der Begriff Organneurose stellt damit eine Ausweitung des bis dahin bekannten Konversionsmodells von Freud dar. Freud selbst hat den Begriff der Organneurose nicht gebraucht, obwohl seine erste Angsttheorie somatischen Erregungsquellen Aufmerksamkeit schenkte. Er verwendete den Ausdruck der Organsprache, des Mitredens der Symptome.(f) (a) (d) Die Verarbeitungsweise der Somatisierung lässt an eine mangelnde Ich-Stärke denken. Sowohl das Konversionsmodell als auch das Modell der Organneurose und der vegetativen Neurose beschreiben den Übergang vom Seelischen ins Körperliche. Thure von Uexküll (1908–2004) ist der Auffassung, dass die Abwehr, wie sie von Freud hinsichtlich des Konversionsmodells beschrieben wurde, an die Grenzen der sozialen Konvention gebunden ist, von der sie auch ihren Ausgang nimmt.(b) Bestätigt wird diese psychosoziale Annahme durch den bekannten demonstrativen Charakter konversionshysterischer Symptome. Sie sind somit bekanntlich für jedermann äußerlich sichtbar und prinzipiell auch für jeden Menschen interpretierbar. Adressat dieser sinnvollen, wenn auch dem betroffenen Erkrankten unbewussten konversionshysterischen Botschaft ist seine psychosoziale Umgebung. Die Botschaft zielt ab auf die symbolische Darstellung des zugrundeliegenden Konflikts sowie auf die Erwartung einer verständnisvollen Hilfeleistung. Unter dem Aspekt des primären bzw. unbewussten subjektiven Krankheitsgewinns hat Freud auf den vorwiegend sozialen Aspekt solcher Störungen hingewiesen. Dieser Mechanismus trifft auf vegetative Symptome bei inneren Krankheiten meist nicht mehr zu. Üexküll unterschied daher die Bereitstellungskrankheiten von den Ausdruckskrankheiten. Bei den Bereitstellungskrankheiten sind eher Abweichungen von der physiologischen Norm zu beachten, die eines deutlichen und allgemeinverständlichen Ausdruckscharakters entbehren, sich dafür aber ihrer eigenen Organsprache bzw. Symptomatik bedienen.(c) Freud erweitert diese Form der Ausdrucksmöglichkeiten, indem er auf die Besonderheiten der Ausdrucksmöglichkeiten bei Schizophrenen hinweist und ihre Unterschiede gegenüber hypochondrischen und hysterischen Ausdruckskrankheiten hervorhebt. Bei Organneurosen handelt es sich um Bereitstellungskrankheiten.(f)

### Therapiefähigkeit
Soziale Motive sind nach Freud für die Wirksamkeit der Therapie entscheidend (→ Übertragungsneurose). Von Übertragungsneurosen grenzte er die narzisstischen Neurosen ab. Sie unterschieden sich nach ihm dadurch, dass die Libido bei diesen Krankheitsbildern ganz auf das Individuum zurückgezogen ist. Sie zeigen keine bei Übertragungsneurosen häufige „belle indifférence“ (schöne Unbekümmertheit). Diese affektive Indifferenz bei den Betroffenen enthält eine positive Botschaft für jeden, der sich zur Interpretation der konkreten symbolischen Ausdrucksweisen aufgerufen fühlt. Das Angesprochensein bei Ärzten und beruflichen Helfern bezeichnete Freud als Gegenübertragung.(b) Schon von Ärzten der Antike wie Galenos oder Aretäus wurde ein Zusammenhang von seelischen und körperlichen Veränderungen als Übereinstimmung bzw. als „Consensus“ oder Sympathie bezeichnet. In der romantischen Medizin wurden die Affektzustände dem sympathischen Nervensystem zugeordnet, so etwa die Gemütsbewegungen.(b) Freud ging davon aus, dass die Voraussetzung zur Deutung durch den Therapeuten nur dann gegeben sei, wenn bei dem Patienten eine Fähigkeit zur symbolhaften Verschlüsselung des Krankheitssymptoms bestehe. Freud hielt die von ihm als narzisstisch angesehenen Krankheitsformen als nicht therapiefähig. Zu ihnen zählte er neben der Angstneurose auch die Hypochondrie.(e) Allerdings hat Freud bei der Angstneurose eine heute noch gültige detaillierte Beschreibung vegetativer Symptome abgegeben. Freud nahm jedoch bei der Angstneurose vielmehr an, dass keine psychogene, sondern vielmehr eine somatogene Verursachung besteht. Diese sah er in der abnormen Ablenkung der somatischen Sexualerregung vom Psychischen begründet. Demgegenüber hatte Heinrich Meng bereits 1934 darauf hingewiesen, dass bei der psychoanalytischen Behandlung von Patienten mit Magersucht, Tuberkulose, Diabetes und Gallenleiden frühe Ich-Schädigungen zu beobachten sind, wie sie sonst nur bei Psychosen zu finden sind. Damit ist davon auszugehen, dass hier frühkindliche Beziehungsstörungen bestehen (→ Affektäquivalent), die für geringere Therapieerfolge maßgeblich sind. Meng machte daher den Vorschlag, sie nicht als Organneurosen, sondern als „Organpsychosen“ aufzufassen. In Deutschland ist auch die organo-dynamische Theorie bekannt geworden, die mit dem Namen von Henri Ey verbunden ist.(b) Der mögliche Zusammenhang einer von Henri Ey angenommenen Desorganisation des Seelischen mit der psychoanalytischen Theorie der Ich-Schwäche sei erwähnt. - Ein therapeutischer Fortschritt ergab sich insofern, als die vegetative Symptomatik nicht mehr als nur unverständlich und als bloß physiologisch-mechanisches Korrelat (ohne psychologischen »Sinn«) verstanden wurde. Vielmehr äußerte sich dieses Verständnis nun darin, dass man hier den schon von Freud verwendeten Begriff der Organsprache auf diese Symptome in therapeutischem Sinne anwandte.

#### Ontogenetische Aspekte
Freud glaubte aufgrund seiner ersten Angsttheorie, dass sich das aktualneurotisch infolge von Realangst belastende und auf den Körper auswirkende konversionshysterische Trauma im Erwachsenenalter auf die Willkürmuskulatur beziehe. Die prägenitalen Konversionsneurosen seien vor allem Tics und Stottern. Sie stellen nach Freud und Fenichel je nach Schwere der Symptomatik Fixierungen auf die frühe oder späte anale Phase dar. Die Organneurosen dagegen seien frühere Störungen und beziehen sich nach beiden genannten Autoren auf die späte orale Phase.(b) Diese Auffassung Freuds ist Ausdruck seiner zweiten Angsttheorie. Ihr zufolge können auch verdrängte und daher unbewusste Erfahrungen Ausgangspunkt für ein Angstsignal sein (auch sog. „Signalangst“).

## Weitere Körperstörungen
Körperliche Beteiligung im Rahmen von psychogenen Einflüssen stellen auch die Syndrome der Depersonalisation und Derealisation dar.(c) Die Entwicklungsprozesse der eigenen Identifizierung und des Selbstbilds sind mit der Entwicklung des Körperschemas verbunden.(g) Durch dissoziative Entwicklungsvorgänge der Entfremdung kann es u. a. auch zu einer Veränderung des Körperschemas kommen, das in der Regel durch ein Kontinuum an eigenen Erfahrungen und Idealvorstellungen geprägt ist.(h) Diese eigenen Vorstellungen können sich beispielsweise von körperlichen Entwicklungstendenzen, vor allem in der Pubertät unterscheiden, so etwa bei der Anorexia nervosa. Bei der Anorexia nervosa und den anorektischen Reaktionen kombinieren sich physiologische Vorgänge sowie soziale Idealvorstellungen und Gepflogenheiten.(i)

## Mischbilder
Der Freudsche Begriff der Konversion, der mit dem von Fenichel geprägten Begriff der Organneurose zunächst weiter ergänzt und fortgeführt wurde, trug letztlich zur Bildung eines umfassenden theoretischen Modells der Somatisierung bei. Wie bereits oben dargestellt kann dieses sowohl in sozialpsychiatrischer als auch in physiologischer Hinsicht verstanden werden. Die Fortsetzung dieses Gedankens hat zu dem Begriff der Somatoneurose geführt, der 1953 von E. Carp und B. Stovkis geprägt wurde. Hierzu zählen nicht nur die konversionshysterischen Erscheinungen und die Organneurosen, sondern auch die psychosomatischen Krankheiten i. e. S., die zwar auch bei alleiniger Anwendung somatischer Kategorien als Krankheitseinheiten betrachtet werden, jedoch häufig als klassische, durch chronischen Konflikt ausgelöste Psychosomatosen angesehen werden, wie z. B. das Magengeschwür, vgl. a. → Holy Seven.(c) Bei diesen Krankheiten sind jedoch auch körperliche Ursachen gesichert, die ausschließlich psychogene Entstehung ist fraglich. Psychosomatische Krankheit i. e. S. meint jedoch nur die psychisch ausgelöste Entstehung. In der Praxis handelt es sich jedoch meist auch um somatisch bedingte Krankheitsmanifestationen. Daher ist neben der psychosomatischen auch die somatopsychische Auslösung von Krankheitssymptomen zu berücksichtigen (Psychosomatische Krankheit i. w. S.). Diese gemischte Manifestation ist insbesondere bei den neuropsychiatrischen Krankheiten zu beachten. Es ist daher erforderlich, die kombinierte und integrative Sichtweise beider Standpunkte zu betonen, worauf besonders Stavros Mentzos hingewiesen hat.
Eine ähnlich integrative Sicht vertritt Niels Birbaumer, der als Hirnforscher, wenn nicht psychoanalytische Konzepte, so doch psychodynamisch fundierte Therapieansätze für eine Reihe von neuropsychiatrischen Krankheiten vertritt, so etwa für Epilepsie, Schlaganfälle, ADHS. Diese nichtmedikamentös und daher nicht von außen eingreifenden Strategien werden als „fast grenzenlose Potentiale“ bezeichnet, durch die Einfluss auf das Gehirn genommen werden kann, um Denken und Handeln positiv zu bestimmen.
Daher ergeben sich Fragen nach der bislang nur unklaren nosologischen Zuordnung neuropsychiatrischer Krankheitsbilder. Als Beispiel sei das Tourette-Syndrom herausgegriffen. Die hier zu beobachtenden Automatismen und Tics lassen ebenso sozialpsychiatrische wie auch neuropsychologische und neurophysiologische Deutungen zu. Sozialpsychiatrische Parameter treffen bei der genannten Erkrankung insofern zu, als Tics ähnlich wie die konversionshysterischen Erscheinungen vorwiegend an sichtbaren Körperteilen auftreten, ähnlich den Ausdrucksbewegungen (Mimik, Gebärden) und somit Rückschlüsse auf Seelisches zulassen.(d) Im Zeitalter der biologischen Psychiatrie genießen zwar psychopharmakologische Behandlungsverfahren und damit biologische Ursachenforschung häufig Vorrang vor psychotherapeutischen Modellen.